# Oinopides
Oinopides war ein antiker griechischer Astronom und Mathematiker. Er stammte aus Chios und lebte in der zweiten Hälfte des 5. Jahrhunderts v. Chr. in Athen.

## Leben
Oinopides war der Ansicht, dass der uns umgebende Raum nicht nur aus Luft, sondern auch aus Feuer besteht. Mit Hilfe von astronomischen Beobachtungen versuchte er verschiedene seiner Ideen zu beweisen. Unter anderem berechnete er wahrscheinlich als erster die Schiefe der Ekliptik. Er bestimmte das Sonnenjahr relativ genau mit 365 22/59 Tagen und die Mondperiode auf 29,53 Tage. Er forderte für die Mathematik die Beschränkung auf einfache Werkzeuge wie Zirkel und Lineal.
Der Mondkrater Oenopides ist nach ihm benannt.